# Un cadavre de trop
Un cadavre de trop (One Corpse Too Many) est le deuxième roman policier historique d'Ellis Peters de la série Frère Cadfael, publié en 1979.
Le roman est traduit en français par Nicolas Gille en 1988.

## Résumé
Étienne de Blois et Mathilde l'Emperesse se disputent le trône d'Angleterre. En août 1138 (du 22 au 27), Étienne, roi d'Angleterre de fait, assiège Shrewsbury défendue par Guillaume Fitz-Alan, qui tient la ville pour Mathilde, assisté de Arnulf de Hesdin, présenté comme son oncle. La place résiste une semaine, c'est trop et tous les membres de la garnison vaincue sont pendus. Guillaume Fitz-Alan parvient toutefois à prendre la fuite.
Aux moines de l'abbaye de Shrewsbury, échoit le soin de s'occuper des morts. Frère Cadfael, Sherlock Holmes du Moyen Âge, constate alors, avec stupeur qu'il y a un cadavre de trop. Qui plus est, les traces que porte ce cadavre sont différentes de celles que laisse une exécution par pendaison où le supplicié a les mains liées. Frère Cadfael veut rendre justice à cet homme et à sa famille.
À noter qu'en lieu et place d'un classique tribunal, l'épilogue de cette enquête est un jugement de Dieu, combat à l'outrance.

## Personnages
Les personnages des défenseurs de Shrewsbury ont une réalité historique :
- William (Guillaume) Fitz-Alan, né en 1097 ou vers 1110, mort en 1168[1], shérif de Shropshire ou Shrewsbury, apparenté, par mariage sans doute à Robert de Gloucester, dont il pourrait être le gendre.
- Arnulf de Hesdin, né vers 1038[2], ce qui en fait un centenaire lors du siège. Il pourrait davantage s'agir de son fils, Warin de Hestin, né vers 1065, ce qui lui fait quand même 73 ans en 1138, shérif du Shropshire, grand-père de William Fitz-Alan.

## Livre audio en français
- Ellis Peters (auteur), Nicolas Gilles (traducteur), Pascale Jacquemont (narratrice) et Paul Sindell (musique originale), Un cadavre de trop, Chouzé-sur-Loire, Saint-Léger productions, coll. « Les enquêtes de frère Cadfael », 20 novembre 2012 (ISBN 978-2-36547-039-1)Support : 1 disque compact audio MP3 ; durée : 8 h 55 min environ.

## Adaptation
- 1994 : Un cadavre de trop (One Corpse Too Many), épisode 1, saison 1 de la série télévisée britannique Cadfael, réalisé par Graham Theakston, avec Derek Jacobi dans le rôle-titre